# ꟺ
Cette page contient des caractères spéciaux ou non latins. S’ils s’affichent mal (▯, ?, etc.), consultez la page d’aide Unicode.
Ne doit pas être confondu avec la lettre cyrillique cha ‹ Ш ш ›.
ꟺ, appelé petite capitale M culbuté, est une lettre additionnelle de l’écriture latine qui est utilisée dans l’alphabet phonétique ouralien du dictionnaire de langue carélienne Karjalan kielen sanakirja publié en 1968.

## Utilisation
Dans l’alphabet phonétique ouralien utilisé dans le dictionnaire de langue carélienne Karjalan kielen sanakirja publié en 1968, ‹ ꟺ › est utilisé comme symbole petite capitale du m culbuté représentant une voyelle fermée centrale arrondie dévoisée, le m culbuté ‹ ɯ › indiquant une voyelle fermée centrale arrondie et les petites capitales indiquant le dévoisement. Cette petite capitale a, dans l’alphabet phonétique ouralien, la forme d’une petite capitale cha ‹ Ш ›.

## Représentations informatiques
La petite capitale M culbuté peut être représentée avec les caractères Unicode (Latin étendu D) suivants :
| formes    | représentations | chaînes de caractères | points de code | descriptions                                      |
| --------- | --------------- | --------------------- | -------------- | ------------------------------------------------- |
| minuscule | ꟺ               | ꟺ                     | U+A7FA         | lettre minuscule latine petite capitale m culbuté |